# Gare de Bray-Dunes
Gare de Bray-Dunes vasútállomás Franciaországban, Bray-Dunes településen.

## Vasútvonalak
Az állomást az alábbi vasútvonalak érintik:
- Dunkerque-Locale–Bray-Dunes-vasútvonal

## Kapcsolódó állomások
A vasútállomáshoz az alábbi állomások vannak a legközelebb: